# Disophrys evanescens
Disophrys evanescens är en stekelart som beskrevs av Günther Enderlein 1920. Disophrys evanescens ingår i släktet Disophrys och familjen bracksteklar. Inga underarter finns listade i Catalogue of Life.